# Sukaraja Baru
Sukaraja Baru is een bestuurslaag in het regentschap Ogan Ilir van de provincie Zuid-Sumatra, Indonesië. Sukaraja Baru telt 1889 inwoners (volkstelling 2010).